# تیومن گس
تیومن گس (انگلیسی: TyumenNIIgiprogas) شرکت نفت و گاز روس است، که در سال ۲۰۰۵ تأسیس شد.